# Le Fréty
Le Fréty é uma comuna francesa na região administrativa de Grande Leste, no departamento Ardenas. Estende-se por uma área de 7,2 km². Em 2010 a comuna tinha 56 habitantes (densidade: 7,8 hab./km²).